# That’s Amore
«That’s Amore» (с англ. — «Это любовь») ― песня 1953 года композитора Гарри Уоррена и лирика Джека Брукса. Она стала главным хитом и фирменной песней Дина Мартина в 1953 году.

## История
Песня впервые прозвучала в фильме дуэта Мартина и Льюиса «Кэдди», выпущенном 10 августа 1953 года. Льюис поручил Уоррену и Бруксу написать песни для Мартина. По словам Льюиса, он лично тайно заплатил им 30 000 долларов в надежде, что одна из песен станет хитом Мартина. В фильме песня исполняется в основном Мартином, к которому присоединяется Льюис, а затем другие герои фильма. Она получила номинацию на премию Оскар за лучшую оригинальную песню.
Песня по-прежнему тесно связана с Дином Мартином. Название «That’s Amore» было использовано для видео-ретроспективы карьеры Мартина 2001 года, а его сын Риччи Мартин назвал свою биографию 2002 года «That’s Amore: Сын помнит Дина Мартина».
Музыкальный критик Джо Квинан описал песню как очаровательную, хотя и глупую, пародию на популярную неаполитанскую музыку шарманщика и заметил, что она была одной из многих песен начала пятидесятых, которые помогли восстановить имидж Италии как страны магии и романтики.

## Коммерческий успех
Песня была записана 13 августа 1953 года в студии Capitol Records с оркестром под управлением Дика Стабила. 7 ноября 1953 года пластинка Мартина с песней «You’re the Right One», которая была записана в то же время, что и «That’s Amore» на оборотной стороне достигла 2-го места в чартах Billboard.